# Geordie Shore/Staffel 3
Die dritte Staffel von Geordie Shore wurde erstmals in Cancun (Mexiko) gedreht. Ihre Erstausstrahlung begann am 26. Juni 2012 auf MTV. Der Cast ist derselbe wie in Staffel 2. Am Ende der Staffel gibt Jay bekannt, die Serie zu verlassen ebenso wie Rebecca. Vicky und Ricci krönen ihre Beziehung mit ihrer Verlobung. Auch vertieft Holly ihre Gefühle für James, als dieser sich das Bein gebrochen hat. Charlotte und Gaz können sich weiterhin nicht widerstehen. Im Winter 2012 folgte Staffel 4.
| Cast members | Series 3 | Series 3 | Series 3 | Series 3 | Series 3 | Series 3 | Series 3 | Series 3 |
| Cast members | 1        | 2        | 3        | 4        | 5        | 6        | 7        | 8        |
| ------------ | -------- | -------- | -------- | -------- | -------- | -------- | -------- | -------- |
| Charlotte    |          |          |          |          |          |          |          |          |
| Gaz          |          |          |          |          |          |          |          |          |
| Holly        |          |          |          |          |          |          |          |          |
| James        |          |          |          |          |          |          |          |          |
| Jay          |          |          |          |          |          |          |          |          |
| Rebecca      |          |          |          |          |          |          |          |          |
| Ricci        |          |          |          |          |          |          |          |          |
| Sophie       |          |          |          |          |          |          |          |          |
| Vicky        |          |          |          |          |          |          |          |          |

Legende
| No. in Serie | No. in Staffel | Erstausstrahlung (UK) | Dauer   | Einschaltquoten (UK) | Zusammenfassung |
| 17           | 1              | 26. Juni 2012         | 45 Min. | 962.000              | Wieder einmal sind sie zurück in Newcastle! Es ist Zeit den grauen Fluss Tyne gegen das kristallklare blaue Wasser von Cancun. Vicky und Ricci sind verliebt, Jay vermisst die Liebe seines Lebens.                                                    |
| 18           | 2              | 3. Juli 2012          | 45 Min. | 875.000              | Das Haus heruntergewirtschaft auf ein Massaker und Sophie, die immer mehr das Vertrauen in ihren Freund Joel, der wieder zurück zu Hause ist, verliert, gibt es immer noch viele Strände, an denen man feiern kann.                                    |
| 19           | 3              | 10. Juli 2012         | 45 Min. | 1.021.000            | Sophie freut sich sehr, als Joel sie mit einem Besuch überrascht. Aber wird er sich im Paradies zu benehmen wissen? Die Jungs versuchen sich in mexikanischem Wrestling, doch dies endet schlimm für James, der vom Notarztwagen abgeholt werden muss. |
| 20           | 4              | 17. Juli 2012         | 45 Min. | 819.000              | Das Chaos in Cancun geht weiter, als Gaz seinen Geburtstag im wahren Geordie Stil feiert, während Charlotte ihre Urlaubsromanze auf die nächste Ebene erhebt und Vulkan Vicky in Cancun ausbricht.                                                     |
| 21           | 5              | 24. Juli 2012         | 45 Min. | 936.000              | Vicky und Ricci kehren rechtzeitig zu Beccas Geburtstag ins Haus zurück, der natürlich im Geordie Stil gefeiert wird. Cancun Chris bestraft jeden, der seinen Tequila getrunken hat und Gaz sein geliebtes Getränk zu ersetzen.                        |
| 22           | 6              | 31. Juli 2012         | 45 Min. | 835.000              | Gaz springt in einen weiteren Dreier und ein unerwarteter Anruf bedeutet für James, dass er sich zwischen seinen besten Freunden und Holly entscheiden muss …                                                                                          |
| 23           | 7              | 7. August 2012        | 45 Min. | 616.000              | Die Trennung zwischen Jungen und Mädchen tritt erneut auf: Charlotte und Gaz reden nicht miteinander, Becca und Jay streiten ständig, Hollys und James Verhältnis als Krankenschwester und Patient ist auf einer rein professionellen Ebene angelangt. |
| 24           | 8              | 14. August 2012       | 45 Min. | 991.000              | In den letzten Stunden, entgegen dem Zweifel aller, unterbreitet Ricci Vicky seinen Antrag, James und Krankenschwester Holly probieren die Aufhängung des Rollstuhls aus und Charlotte steigt mit Gaz ins Bett.                                        |